# Team ColoQuick
Team ColoQuick is een Deense wielerploeg. De ploeg werd in 2005 opgericht en hield in 2010 op met bestaan. Al snel werd de ploeg opnieuw opgericht en komt uit in de Continentale circuits van de UCI.

## Geschiedenis
Team Designa Køkken werd opgericht in 2005. In 2009 vond een fusie plaats met Blue Water-Cycling for Health, een andere Deense wielerploeg. Na twee seizoenen stopte deze gefuseerde ploeg ook. Gelijk in 2011 werd de ploeg opnieuw opgericht, echter reed de ploeg dat jaar als amateurploeg. In 2012 verkreeg het wederom een licentie van de UCI om deel te mogen nemen aan wedstrijden op continentaal niveau.
Enkele bekende renners hebben door de jaren heen bij de ploeg gereden, waaronder Jakob Fuglsang en meervoudig winnaar van de Ronde van Frankrijk Jonas Vingegaard. Overwinningen heeft de ploeg met name in Europese wedstrijden geboekt, met de nadruk op Deense en Franse wedstrijden.

## Bekende (oud-)renners
Denen
- Allan Bo Andresen (2005-2006)
- Chris Anker Sørensen (2005-2006)
- Thomas Kvist (2006)
- Jakob Fuglsang (2006-2008)
- Martin Mortensen (2007-2008, 2017)
- Mads Christensen (2007-2009)
- Rasmus Guldhammer (2008)
- Allan Johansen (2008-2009)
- Alex Rasmussen (2008, 2016)
- Asbjørn Kragh Andersen (2011)
- Nicolai Brøchner (2012, 2020-2022)
- Kristian Haugaard Jensen (2016)
- Frederik Wilmann (2016)
- Louis Bendixen (2016-2017)
- Jonas Vingegaard (2016-2018)
- Magnus Bak Klaris (2017)
- Rasmus Bøgh Wallin (2017-2018)
- Mathias Krigbaum (2017, 2019)
- Emil Vinjebo (2018)
- Casper von Folsach (2018-2019)
- Julius Johansen (2018-2019)
- Frederik Rodenberg (2018-2019)
- Johan Price-Pejtersen (2018-2020)
- Jacob Hindsgaul (2019)
- Niklas Larsen (2019)
- Anthon Charmig (2020)
- Frederik Wandahl (2020)
- William Blume Levy (2020-2021)
- Sebastian Kolze Changizi (2020-2022)
- Matias Malmberg (2022)
- Henrik Breiner Pedersen (2023)
- Emil Toudal (2023-)
- Tobias Aagaard Hansen (2025-)
- Adam Holm Jørgensen (2025-)

Overig
- Laurent Didier (2009)
- Bas Giling (2009)
- Aleksejs Saramotins (2009)
- Sergej Firsanov (2009-2010)
- Gustav Larsson (2016)
- Torkil Veyhe (2017)

## Overwinningen
2007
Eindklassement Ronde de l'Oise: Fredrik Johansson
GP van Dourges: Martin Mortensen
2008
1e etappe Boucle de l'Artois: Martin Mortensen
2e etappe Boucle de l'Artois: Thomas Guldhammer
GP Kopenhagen: Allan Johansen
Tour des Fjords: Michael Tronborg Kristensen
3e etappe Ronde van de Oise: Alex Rasmussen
Eindklassement Ronde van Denemarken: Jakob Fuglsang
Duo Normand: Michael Tronborg Kristensen
2009
Grote Prijs van Lillers: Aleksejs Saramotins
3e etappe Boucle de l'Artois: Sergej Firsanov
Eindklassement Boucle de l'Artois: Sergej Firsanov
4e etappe Alpes Isère Tour: Allan Johansen
GP Herning: René Jørgensen
2e etappe Ringerike GP: Sergej Firsanov
Eindklassement Ringerike GP: Sergej Firsanov
3e etappe Ronde van de Oise: Aleksejs Saramotins
4e etappe Ronde van de Oise: Allan Johansen
Druivenkoers Overijse: Aleksejs Saramotins
Ronde van het Münsterland: Aleksejs Saramotins
2010
6e etappe La Tropicale Amissa Bongo: Michael Reihs
2e etappe Vijf ringen van Moskou: Sergej Firsanov
Eindklassement Vijf ringen van Moskou: Sergej Firsanov
2e etappe (deel B) Luik-La Gleize: Alexander Kamp
Fyen Rundt: Jens-Erik Madsen
Chrono Champenois: Rasmus Quaade
2015
Skive-Løbet: Alexander Kamp
GP Horsens: Alexander Kamp
5e etappe Ronde van Denemarken: Mads Würtz Schmidt
2017
Kalmar Grand Prix: Rasmus Bøgh Wallin
2018
4e etappe Ronde van Loir-et-Cher: Emil Vinjebo
Skive-Løbet: Rasmus Bøgh Wallin
Ronde van Midden-Nederland: Casper von Folsach
1e etappe Olympia's Tour: Julius Johansen
5e etappe (deel B, ITT) Olympia's Tour: Johan Price-Pejtersen
Eindklassement Olympia's Tour: Julius Johansen
2019
5e etappe Ronde van Loir-et-Cher: Steffen Munk
Eschborn-Frankfurt voor beloften: Frederik Rodenberg
GP Himmerland Rundt: Niklas Larsen
Skive-Løbet: Frederik Rodenberg
1e etappe (deel A) Ronde van de Mirabelle: Morten Hulgaard
Eindklassement Ronde van Denemarken: Niklas Larsen
Lillehammer GP: Niklas Larsen
2021
GP Herning: Mads Østergaard Kristensen
Gylne Gutuer: William Blume Levy
2022
3e etappe Ronde van Loir-et-Cher: Jeppe Aaskov Pallesen
4e etappe Flèche du Sud: Sebastian Kolze Changizi
1e etappe Kreiz Breizh Elites: ploegentijdrit
3e etappe (deel A, ITT) Flanders Tomorrow Tour: Matias Malmberg
2023
Eschborn-Frankfurt voor beloften: Joshua Gudnitz
2024
Eindklassement Ronde van Loir-et-Cher: Emil Toudal
2025
5e etappe Ronde van Bretagne: Emil Toudal
Ploegenklassement Ronde van Bretagne: (Gudnitz, Hansen, Hellerup, Jørgensen, Nørtoft, Toudal)
Eschborn-Frankfurt U23: Conrad Haugsted
Bergklassement Ronde van Noorwegen: Emil Toudal

### Nationale kampioenschappen
2009
 Deens kampioen tijdrijden, beloften: Jimmi Sørensen
2010
 Deens kampioen tijdrijden, beloften: Rasmus Quaade
2015
 Deens kampioen tijdrijden, beloften: Mads Würtz Schmidt
2018
 Deens kampioen op de weg, beloften: Julius Johansen
2019
 Deens kampioen tijdrijden, beloften: Johan Price-Pejtersen
 Deens kampioen op de weg, beloften: Frederik Rodenberg
2022
 Deens kampioen tijdrijden, beloften: Matias Malmberg
2024
 Deens kampioen op de weg, beloften: Pelle Køster Mikkelsen